# Universidad de Antofagasta
La Universidad de Antofagasta es una universidad pública y tradicional del Estado de Chile, perteneciente al Consejo de Rectores de las Universidades Chilenas y a la Agrupación de Universidades Regionales de Chile, siendo también integrante del Consorcio de Universidades Estatales de Chile. Su casa central se encuentra en la ciudad de Antofagasta.
Actualmente se encuentra acreditada por la Comisión Nacional de Acreditación (CNA-Chile) por un período de 5 años (de un máximo de 7), desde septiembre de 2022 hasta septiembre de 2027.Figura en la posición 14-15 dentro de las universidades chilenas según la clasificación webométrica SCImago Institutions Rankings (SIR) 2024.Está en la posición 24 según el ranking de Webometrics 2024. Está en la posición 6-16 a nivel nacional en el ranking Times Higher Education 2024.

## Historia

### Antecedentes
Las raíces de la Universidad de Antofagasta remontan sus inicios en 1918, con la formación del primer establecimiento educacional de la zona cuyo objetivo fue satisfacer las necesidades de puestos de mano de obra calificada. Dicha institución, llamada Escuela Industrial del Salitre, fue la base para el desarrollo educativo de la Región de Antofagasta en Chile.
Con los años, la Escuela Industrial del Salitre se transformó en la Escuela Industrial del Salitre y Minas, que finalmente pasó a llamarse la Escuela de Minas de Antofagasta.
En 1952 la Escuela de Minas de Antofagasta pasó a formar parte de la Universidad Técnica del Estado (UTE), gracias a gestiones de pioneros nortinos y del Ministerio de Educación de Chile.
Paralelo a esto, el 28 de junio de 1957, se inauguró el Centro Universitario Zona Norte, bajo el alero de la Universidad de Chile. El 10 de enero de 1961 comenzaron los trabajos preliminares para la construcción de la ciudad universitaria. En 1962, pasó a llamarse Colegio Regional Universitario de Antofagasta.

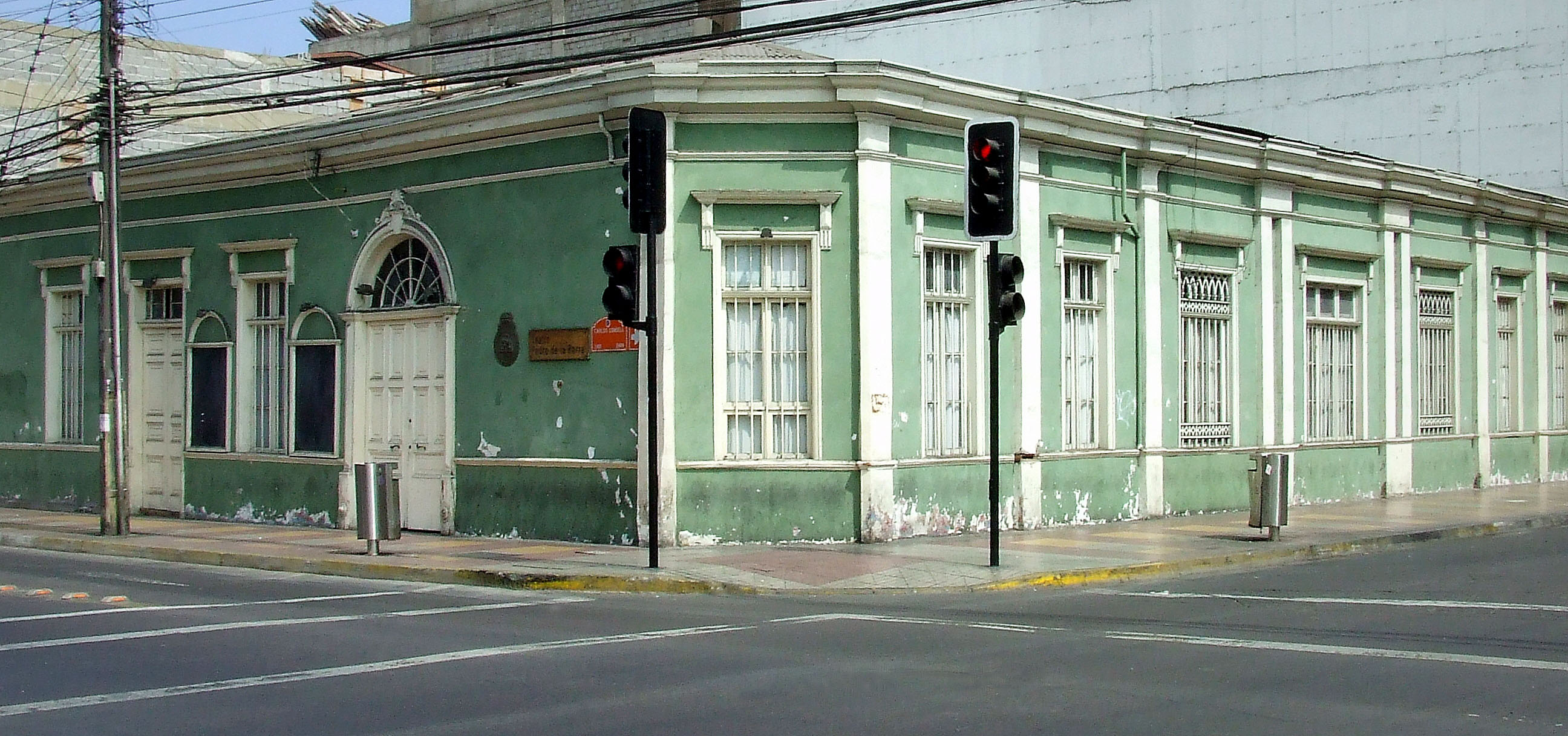
La antigua Escuela de Niñas, lugar de ensayo de la compañía Teatro del Desierto, que actualmente corresponde al teatro Pedro de la Barra de la universidad.

En 1962, un grupo de alumnos de Pedagogía del Colegio Regional Universitario, liderados por Alfredo Carrizo, Sonia Orellana y José Frez, conformarían la compañía de teatro de la universidad, bajo el nombre de Teatro del Desierto. En mayo del mismo año Raúl Bitrán, entonces director del Colegio Regional Universitario, extiende una invitación al director y dramaturgo Pedro de la Barra, quién se encontraba entonces en Arica. De la Barra llega en julio del mismo año a la agrupación, en compañía del maquillador Carlos Núñez y el escenógrafo Mario Tardito, quienes se quedan a asesorar a la compañía hasta su estreno. El 25 de agosto de 1962 se realizó el primer estreno de la compañía, que presentó las obras "El pastel y la tarta" y "Pacto de media noche". Dado el éxito de la compañía, Bitrán le solicita al dramaturgo y a su equipo que se quedaran en la ciudad con la finalidad de dirigir y profesionalizar la compañía. Posteriormente, en marzo de 1963, fue creada la sección teatral del Departamento de Extensión Cultural de la Universidad de Chile.
El 24 de abril de 1968 se realizó la primera transmisión en amplitud modulada de la filial local de la radio de la Universidad Técnica del Estado (Radio Universidad de Antofagasta desde 1981).
El 3 de octubre de 1968 se aprobó el proceso de autonomía para las sedes de la Universidad de Chile. Así, el 24 de octubre de 1968 se creó la Sede Regional de la Universidad de Chile gracias a la Reforma Universitaria.

### Creación

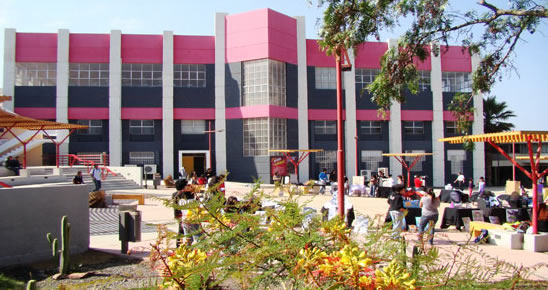
Biblioteca, ubicada en el Campus Coloso.

Tras el Golpe de Estado de 1973, la dictadura de Augusto Pinochet, mediante el decreto N.º 50 de octubre de 1973, procedió a intervenir las universidades estatales a través de la designación de rectores delegados. Posteriormente, por medio de un Decreto Ley de diciembre de 1980, se posibilitó la reestructuración de las universidades mediante la dictación de decretos con fuerza de ley; luego, por medio del DFL N.º 2 de 7 de enero de 1981, se anticipó la posibilidad de proceder a la división de las universidades existentes hasta entonces, Finalmente, mediante una serie de DFL, se procedió a transformar a las sedes regionales de la Universidad de Chile y de la Universidad Técnica del Estado, fusionándolas en su caso, para dar lugar al nacimiento de las llamadas universidades regionales, con la finalidad de terminar con la centralización de la educación. De esta manera, mediante un decreto con fuerza de ley publicado el 20 de marzo de 1981 se produce la definitiva fusión de la Universidad Técnica del Estado de Antofagasta y la Sede Regional de la Universidad de Chile, dando origen a la actual Universidad de Antofagasta. Su primer rector designado fue el comandante de la FACh Tulio Vidal.
Como parte de la reorganización universitaria local, se determinó la disolución del Departamento de Arte, el traspaso de la Orquesta Sinfónica a la Corporación Cultural Municipal, la entrega del edificio del teatro de la universidad a la Caja de Previsión de Empleados Particulares, entre otros.
En mayo de 1983 se establecen los estatutos de la Federación de Estudiantes de la Universidad de Antofagasta, resultando elegido Juan Carlos Sánchez como su primer presidente.
El 20 de enero de 1984 es designado como rector el ingeniero en ejecución en electrónica Manuel Achondo Guzmán. Achondo finalmente presentó su renuncia el 7 de diciembre de 1988, para asumir el cargo de intendente regional. En su reemplazo, la Junta Directiva entregó una terna, resultando designado el ingeniero civil en minas Darío Pérez Delard como rector a contar del 1 de febrero de 1989.
Con el regreso de la democracia, Darío Pérez presenta su renuncia voluntaria el 1 de mayo de 1990. En su reemplazo, el 13 de octubre del mismo año es elegido como rector el profesor Jorge Peralta Hidalgo, quién sería el primer rector elegido democráticamente desde la creación de la universidad.
El 28 de noviembre de 1990, la Radio Universidad de Antofagasta comienza a transmitir en frecuencia modulada, en el dial 99.9 MHz.
Tras vencer en la elección interna al rector vigente Jaime Godoy, el ingeniero Pedro Córdova Mena asume como rector desde el 19 de agosto de 2002. Durante su gestión se ahonda la crisis financiera de la institución, al detectarse un déficit presupuestario producto de múltiples contrataciones de asesores y funcionarios realizadas desde el período de Córdova. Los estudiantes se declararon en toma en noviembre de 2004, para pedir a la Junta Directiva la renuncia del rector; esta entidad terminó ratificando al rector en su cargo, realizando solo cambios en la plana directiva superior, sin tocar a la máxima autoridad.
Córdova se repostula al cargo, aunque finalmente es vencido por Luis Loyola Morales, quien asume el cargo el 19 de agosto de 2006. Tras cumplir su primer período, Loyola se presenta a la reelección, resultando nuevamente elegido, por lo que se asegura su continuidad por cuatro años, a partir del 19 de agosto de 2010.
El año 2018, la institución inauguró el Hospital Clínico de la Universidad de Antofagasta, el primer hospital clínico universitario del norte de Chile.
En el mismo año 2018, la Universidad de Antofagasta firmó un convenio con la Corporación de Asistencia Judicial de Antofagasta, lo que permitió la creación de un Centro de Atención Jurídica para otorgar patrocinio judicial a personas de escasos recursos, en demandas civiles y de familia.

## Himno
El himno de la Universidad de Antofagasta es obra de José Morales Salazar en la letra y de Humberto Leiva Castro en la Música.
I
Alma mater, has grabado en la piedra
litoral de la vieja Portada
la palabra creadora que lleva
la misión de una nueva alborada.
En la arcilla de aquel cántaro andino
hallarás la raíz de la tierra,
y en el alma mineral del nortino
la romántica luz de tu senda.
Coro
Canta el mar, responde la montaña
luminosa presencia del norte,
Universidad de Antofagasta,
vibra el himno que canta tu nombre.
II
Pon tu sello en la humana faena
de sembrar en los surcos del alma
orna el tiempo, que echa al viento sus velas,
con la flor de una nueva jornada.
En tus sienes los caminos esperan
más allá del afán de este día
a lo lejos siempre brilla una estrella
que tu ciencia febril desafía.

## Administración

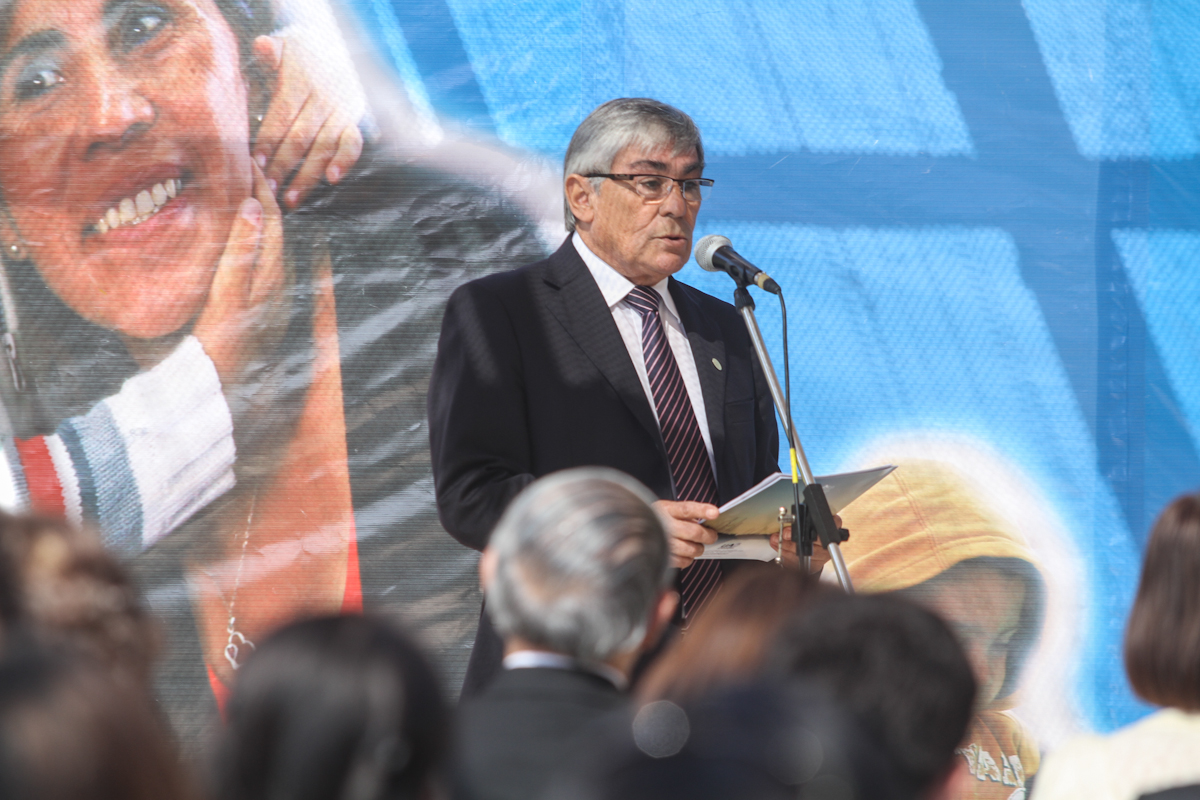
Luis Alberto Loyola, actual rector de la universidad.

La universidad es dirigida por la Dirección Superior (regida por el rector, máxima autoridad), en colaboración de la Junta Directiva y del Consejo Académico. Desde su fundación, la Universidad de Antofagasta ha tenido 7 rectores, 3 de los cuales fueron rectores designados, es decir, nombrados directamente por la Junta Militar de la dictadura militar liderada por Augusto Pinochet.
La Junta de Directiva es el organismo colegiado resolutivo superior de la universidad, que tiene atribuciones conferidas por el Estatuto Orgánico de la universidad (DFL 148 de 1981). El Consejo Académico es un organismo de carácter consultivo del rector, con ciertas atribuciones específicas que indica el Estatuto Orgánico de la universidad.
Los alumnos se encuentran organizados en los diversos Centros de Alumnos de cada carrera, y agrupados en la Federación de Estudiantes de la Universidad de Antofagasta (FEUA).
| Nombre                      | Periodo   | Observaciones                                           |
| --------------------------- | --------- | ------------------------------------------------------- |
| Tulio Vidal Corvalán        | 1981-1983 | Primer rector delegado. Comandante de la FACh.          |
| Manuel Achondo Guzmán       | 1984-1988 | Rector delegado. Ingeniero de ejecución en electrónica. |
| Darío Pérez Delard          | 1988-1990 | Rector delegado. Ingeniero civil en minas.              |
| Jorge Peralta Hidalgo       | 1990-1992 | Primer rector electo. Profesor de castellano.           |
| Jaime Godoy Jorquera        | 1993-1994 | Rector subrogante.                                      |
| Jaime Godoy Jorquera        | 1995-1998 | Reelecto.                                               |
| Jaime Godoy Jorquera        | 1999-2002 | Reelecto.                                               |
| Pedro Córdova Mena          | 2002-2006 | Ingeniero.                                              |
| Luis Alberto Loyola Morales | 2007-2011 | Químico.                                                |
| Luis Alberto Loyola Morales | 2011-2014 | Reelecto.                                               |
| Luis Alberto Loyola Morales | 2014-2018 | Reelecto.                                               |
| Luis Alberto Loyola Morales | 2018-2022 | Reelecto.                                               |
| Marcos Cikutovic Salas      | 2022-2026 | Profesor de Estado. Dr. en Filosofía                    |

## Organización
La Universidad de Antofagasta se encuentra distribuida sobre aproximadamente 73.354 m² edificados, repartidos en cuatro sedes. Las actividades académicas y docentes se distribuyen entre Campus Coloso, Área Clínica y Centro de Educación Continua, mientras que en Campus Angamos se concentra la actividad administrativa.
La Universidad de Antofagasta cuenta con 8 facultades, 3 institutos y 12 centros. Estas son:

### Facultades
| - Facultad de Ciencias Básicas - Facultad de Ciencias de la Salud - Facultad de Ciencias Jurídicas - Facultad de Educación | - Facultad de Ciencias Sociales, Artes y Humanidades - Facultad de Ingeniería - Facultad de Medicina y Odontología - Facultad de Ciencias del Mar y Recursos Biológicos |

### Institutos
- Instituto Antofagasta de Recursos Naturales Renovables (IARnR)
- Instituto de Ciencias Naturales Alexander von Humboldt
- Instituto de Investigación Antropológica

### Centros
| - Centro Regional de Estudios y Educación Ambiental - Centro de Análisis Químico - Centro de Astronomía - Centro de Educación Continua - Centro de Idiomas - Centro de Bioinnovación | - Centro de Carreras Técnicas - Centro de Desarrollo Energético Antofagasta - Centro de Estudios y Desarrollo del Emprendimiento - Centro de Ingeniería y Tecnología - Centro de Investigación Avanzada del Litio y Minerales Industriales - Centro de Pilotaje Desierto de Atacama |

## Programas

### Carreras de Pregrado
| Facultad de Ciencias del Mar y Recursos Biológicos - Ingeniería en Biotecnología - Biología Marina Facultad de Ciencias Jurídicas - Derecho Facultad de Educación - Pedagogía en Educación Parvularia con Mención en Necesidades Educativas Especiales - Pedagogía en Biología y Ciencias Naturales - Pedagogía en Educación Básica con Mención en Lenguaje y Comunicación y Matemática - Pedagogía en Lenguaje y Comunicación - Pedagogía en Inglés para Educación Básica y Media - Pedagogía en Educación Física - Pedagogía en Matemática Facultad de Ciencias Sociales, Artes y Humanidades - Psicología - Trabajo Social - Diseño Gráfico con Mención en Diseño Estratégico - Administración Pública - Música - Artes Escénicas - Bachillerato en Ciencias Sociales | Facultad de Ciencias de la Salud - Bioquímica - Enfermería - Fonoaudiología - Kinesiología - Nutrición y Dietética - Obstetricia y Puericultura - Química y Farmacia - Tecnología Médica - Terapia Ocupacional - Bachillerato en Ciencias de la Salud Facultad de Ingeniería - Ingeniería Comercial con Mención en Negocios Mineros - Ingeniería Civil en Procesos de Minerales - Ingeniería Civil Industrial - Ingeniería Civil Electrónica - Ingeniería Civil Electricidad - Ingeniería Civil Mecánica - Ingeniería Civil en Minas - Ingeniería Civil en Geomensura y Geomática | Facultad de Ciencias Básicas - Licenciatura en Ciencias mención Física y Astrofísica - Bachillerato en Ciencias Facultad de Medicina y Odontología - Medicina - Odontología Centro de Educación Continua - Profesor de Educación Diferencial, Mención Deficiencia mental - Profesor de Educación Diferencial, Mención Lenguaje |

### Carreras Técnicas de Nivel Superior
| - Explotación Minera - Metalurgia - Mantenimiento Industrial - Electricidad Industrial - Prevención de Riesgos - Administración de Empresas - Alimentación | - Enfermería - Educación Parvularia - Odontología - Logística - Soporte TI - Laboratorio Clínico y Medicina Transfusional |

### Magíster
| - Magíster en Ciencias, mención Estadística Industrial y mención Matemáticas Aplicada - Magíster en Ciencias Sociales con menciones en Gestión Social, Gestión Directiva y Comunicación Corporativa - Magíster en Ciencias de la Ingeniería con mención en Procesos de Minerales - Magíster en Ingeniería de Minas - Magíster en Medio Ambiente y Desarrollo Sustentable - Magíster en Desarrollo Energético - Magíster en Ingeniería y Tecnología de los Materiales | - Magíster en Ciencias Odontológicas - Magíster en Ciencias Biomédicas - Magíster en Salud Pública con menciones en Salud Familiar, Salud Ocupacional y Ergonomía, Epidemiología y Gerontología Aplicada - Magíster en Biología - Magíster en Derecho (Legum Magíster) - Magíster en Ecología de Sistemas Acuáticos (MESA) - Magíster en Biotecnología - Magíster en Astronomía |

### Doctorados
| - Doctorado en Física, mención Física-Matemática - Doctorado en Química - Doctorado en Ingeniería de Procesos de Minerales | - Doctorado en Ciencias Biológicas, mención Biología Celular y Molecular - Doctorado en Ciencias Aplicadas mención Sistemas Marinos Costeros |

### Programas de Especialización
| - Programa de Formación de Especialistas en Pediatría - Programa de Especialización en Odontopediatría | - Programa de Especialización en Periodoncia, mención Implantología - Programa de Especialización en Rehabilitación oral, mención Prostodoncia e Implantología |

## Enlacesexternos
- Wikimedia Commons alberga una categoría multimedia sobre Universidad de Antofagasta.
- Sitio web oficial
- Universidad de Antofagasta en Facebook
- Universidad de Antofagasta en X (antes Twitter)
- Radio Universidad de Antofagasta
- Centro de Educación Continua
- Noticias de la Universidad de Antofagasta
- Hospital Clínico de la Universidad de Antofagasta
- Centro de Atención Jurídica de la Universidad de Antofagasta

- Datos: Q3077517
- Multimedia: Universidad de Antofagasta / Q3077517